# Dejvisovo more
Dejvisovo more je more uz obalu Antarktika, smešteno između Zapadnog šelfskog lednika na zapadu i Šekeltonovog šelfskog lednika na istoku. Istočno odatle smešteno je i Mosonovo more. More je otkriveno za vreme Australijske ekspedicije na Antarktiku između 1911-1914. godine sa broda Aurora. Površina mora je oko 21 000 km².